# Haemulon vittatum
Haemulon vittatum is een  straalvinnige vissensoort uit de familie van grombaarzen (Haemulidae). De wetenschappelijke naam van de soort is voor het eerst geldig gepubliceerd in 1860 door Poey.

## Synoniemen
- Inermia vittata Poey, 1860